# Таравера (озеро)
Тараве́ра (англ. Tarawera) — кратерное озеро на Северном острове в регионе Бей-оф-Пленти Новой Зеландии.
Площадь — 41 км². Наибольшая глубина — 87 м. Длина — 11,4 км, ширина — 9 км. Из озера вытекает река Таравера.
Расположено в 18 километрах к востоку от города Роторуа. Образовалось в результате извержения вулкана Таравера примерно 5000 лет тому назад.
В озере водится радужная форель, завезённая из штата Калифорния в конце XIX века. Является популярным местом у туристов.